# کلی مارسل
کلی مارسل (انگلیسی: Kelly Marcel؛ زادهٔ ۱۰ ژانویهٔ ۱۹۷۴) فیلم‌نامه‌نویس، تهیه‌کنندهٔ تلویزیونی و بازیگر بریتانیایی است. او مشترکاً فیلم نجات آقای بنکس (۲۰۱۳) و ونوم (۲۰۱۸) و شخصاً فیلم پنجاه طیف خاکستری (۲۰۱۵) را نوشت. او همچنین به‌عنوان تهیه‌کنندهٔ اجرایی در مجموعهٔ تلویزیونی ترانووا فعالیت کرده‌است.

## فیلم‌شناسی
| سال  | عنوان                                        | کارگردان | نویسنده | تهیه‌کننده |
| ---- | -------------------------------------------- | -------- | ------- | --------- |
| ۲۰۱۳ | نجات آقای بنکس                               | نه       | آری     | نه        |
| ۲۰۱۵ | پنجاه طیف خاکستری                            | نه       | آری     | نه        |
| ۲۰۱۸ | ونوم                                         | نه       | آری     | اجرایی    |
| ۲۰۲۱ | کروئلا                                       | نه       | داستان  | نه        |
| ۲۰۲۱ | ونوم: بگذارید کارنیج بیاید                   | نه       | آری     | آری       |
| ۲۰۲۴ | دنباله بدون عنوان ونوم: بگذارید کارنیج بیاید | آری      | آری     | آری       |